# Nina Morić
Nina Morić (Zagabria, 22 luglio 1976) è una supermodella, showgirl e personaggio televisivo croata naturalizzata italiana.

## Biografia
È nata il 22 luglio 1976 a Zagabria nella repubblica jugoslava di Croazia. Figlia di un matematico e di una economista, intraprende gli studi di giurisprudenza che però non porta a termine.

### L'attività di modella
È stata lanciata dal concorso per aspiranti top model Look of the Year nel 1996, grazie al quale inizia la carriera di modella, iniziando a calcare importanti passerelle in giro per il mondo e soprattutto partecipando a diverse campagne pubblicitarie, in primis per lingerie. Si trasferisce poi per lavoro a Milano, dove durante i casting per modelle nella settimana della moda-donna, viene notata dallo stilista Gianni Versace, che la vuole fra le sue modelle. Sarà lui a lanciarla definitivamente nel mercato delle modelle di quegli anni donandole l'apice della visibilità.
Successivamente lavorerà con importanti case di alta moda tra cui: Versace, Roberto Cavalli, Calvin Klein, Les Copains, Valentino, Erreuno, John Richmond, Atelier Pronovias, Gai Mattiolo, Rocco Barocco, Fausto Sarli, Gattinoni, Mariella Burani, Angelo Marani, Marina Spadafora, Simonetta Ravizza, Renato Balestra, Guillermina Baeza, Jesus Del Pozo ed altre nel corso degli anni.
Nel 2003 viene ingaggiata dalla stessa come testimonial per Pin-Up Star Collection ed è la prima modella straniera a posare per il marchio.
Il 25 gennaio 2004 ha inaugurato, a Roma, la settimana dell'Alta Moda Roma.
Con il passare degli anni lascia la carriera di modella per dedicarsi alla televisione.

### L'attività televisiva
Nel 1999 acquisisce grande notorietà a livello internazionale, grazie alla partecipazione al videoclip di Ricky Martin Livin' la vida loca. Viene scelta fra centinaia di modelle nella città di Los Angeles dalla stessa produzione del videoclip.
Si trasferisce in seguito a Milano definitivamente dove continua l'attività di modella e conquista le copertine delle prime riviste italiane che al tempo erano tra le più quotate tra cui Maxim e Fitness in cui veste guantoni da thai boxing con una immagine accattivante, iniziando così a diventare molto nota al grande pubblico italiano.
Nel 2000 debutta in televisione come showgirl al fianco di Giorgio Panariello nel varietà in prima serata Torno Sabato (co-conduttori del programma erano Tosca D'Aquino e Paolo Belli) e in seguito, è stata al fianco di Luca Barbareschi nella terza edizione del programma d'intrattenimento Il grande bluff. Contemporaneamente incise un singolo musicale dal titolo Star, prodotto da Joe T Vannelli, che non ebbe seguito.
Nel 2001 prende parte, su Rai 2, al programma Convenscion nel ruolo comico di "bora la vampira", al fianco di Enrico Bertolino e Natasha Stefanenko. Nel 2002 è protagonista di un calendario senza veli per il mensile Max. Nello stesso anno è ospite e co-conduttrice, con la modella ceca Alena Šeredová, del varietà del sabato sera di Rai 1 Uno di noi, presentato da Gianni Morandi con Lorella Cuccarini e Paola Cortellesi.
Nell'inverno 2004 le viene affidata la conduzione di un nuovo rotocalco di Rai 2, Shake, con la partecipazione di Andrea Pucci come inviato speciale. Sempre nel 2004, posa per un altro calendario per For Men rivista dedicata al pubblico maschile e presenta il varietà di Canale 5 BravoGrazie, con il comico Max Tortora e la showgirl calabrese Elisabetta Gregoraci. Dopo un periodo relativamente lungo d'assenza dal piccolo schermo, nel 2008 partecipa a una puntata dello show del Bagaglino Gabbia di Matti, andato in onda su Canale 5 e presentato da Pippo Franco con la primadonna Aída Yéspica. Contemporaneamente realizza un terzo calendario, nuovamente per For Men.
Nel 2009 entra a far parte della compagnia del Bagaglino, insieme ad altre sette primedonne, per lo spettacolo Bellissima - Cabaret anticrisi, trasmesso il sabato sera su Canale 5 con la regia di Pier Francesco Pingitore. Il 26 giugno dello stesso anno partecipa come "testimonial" alla manifestazione di Rete 4 Sfilata d'amore e moda, serata presentata da Emanuela Folliero. Nel 2010 ha preso parte, come protagonista, ad un lungometraggio dal titolo Stalking, prodotto da Maria Grazia Cucinotta e in concorso al 63º Festival del Cinema di Cannes. In questo progetto cinematografico Nina impersona una donna del mondo dello spettacolo, perseguitata in modo ossessivo da uno psicopatico, interpretato da Alessandro Pess.
Dal 7 gennaio all'11 febbraio 2011 partecipa come cantante concorrente alla decima edizione del programma condotto da Carlo Conti I Raccomandati, e dal 23 febbraio dello stesso anno è concorrente dell'ottava edizione del reality show di Rai 2 L'isola dei famosi, venendo eliminata nel corso dell'ottava puntata al televoto con Francesca Fogar con il 59% dei voti. Nell'inverno del 2012 viene arruolata da Rai 2 come opinionista, poi di nuovo concorrente, della nona edizione de L'isola dei famosi, venendo eliminata in semifinale con il 19,84% delle preferenze.
Nell'aprile del 2014 incide un nuovo singolo, una cover della celebre canzone I Love Rock 'n' Roll, accompagnato da un video musicale, il cui ricavato è stato devoluto in beneficenza. Il 19 gennaio 2015 viene trasmesso su Canale 5 nella trasmissione Le Iene presentano: Scherzi a parte, condotta da Paolo Bonolis, uno scherzo di cui è stata vittima, e interviene in studio per commentarlo. Il 13 luglio dello stesso anno pubblica un nuovo singolo dance intitolato Angels, accompagnato da un video musicale diffuso il successivo 3 agosto. Da gennaio a maggio 2020 partecipa come ospite a numerose puntate di Live - Non è la D'Urso.

### Posizioni politiche
Nel 2017 Nina Morić, attraverso i social, ha espresso interesse per il gruppo di estrema destra CasaPound e nel marzo dello stesso anno ha deciso di diventarne una militante. Il 7 aprile partecipa ad una manifestazione del partito presso il consolato statunitense di Milano contro il bombardamento di alcune basi militari siriane da parte dell'aeronautica statunitense durante la presidenza di Donald Trump.
Nel 2018 abbandona il gruppo, definendo il periodo di militanza "un errore".

## Vita privata
Dal 2001 al 2007 è stata sposata con Fabrizio Corona. Nel 2002 la coppia ha avuto un figlio, Carlos Maria. Dopo la separazione da Corona ha spesso manifestato la volontà di chiedere il riconoscimento della nullità del matrimonio per il forte desiderio di risposarsi in chiesa.
L'8 gennaio 2009 venne diffusa la notizia che la modella fosse stata ricoverata presso l'ospedale Fatebenefratelli per l'assunzione di una massiccia dose di sonniferi.
Nel 2013 sposò con un rito buddista (senza valore legale) il manager Massimiliano Dossi, dal quale si separò dopo qualche mese. Sempre nel 2013 ha annunciato, nel corso di un'intervista a Verissimo, di essersi fatta rimuovere l'acido ialuronico dal viso perché le aveva causato allergia, facendole gonfiare il volto.
Nel 2014 iniziò una relazione con il modello e imprenditore Luigi Mario Favoloso. La showgirl lo accusò di violenza domestica e il rapporto si concluse nel gennaio 2020.

### Procedimenti giudiziari
Nel 2007 fu coinvolta nell'inchiesta-scandalo Vallettopoli, con l'accusa di riciclaggio di denaro, accusa che cadde il mese dopo.
Nel maggio 2017 venne rinviata a giudizio per diffamazione, in ragione di alcune frasi pronunciate nel corso della trasmissione radiofonica La Zanzara nei confronti di Belén Rodríguez. Nel luglio successivo, il Tribunale di Milano accolse l'istanza della Procura che aveva chiesto che le venisse contestata anche l'aggravante di aver commesso il fatto mediante l'attribuzione di «un fatto determinato»; venne di nuovo rinviata a giudizio nel febbraio 2018. Nell'agosto 2018 fu condannata al pagamento di 600 euro a titolo di risarcimento.

## Programmi televisivi
- Torno sabato (Rai 1, 2000) Valletta
- Il grande bluff (Canale 5, 2000) Valletta
- Premio TV - Premio Regia Televisiva (Rai 1, 2000) Co-conduttrice
- Convenscion (Rai 2, 2001) Co-conduttrice
- Uno di noi (Rai 1, 2002) Co-conduttrice
- Shake (Rai 2, 2004) Conduttrice
- BravoGrazie (Rai 2, 2004) Conduttrice
- Bellissima - Cabaret Anticrisi (Canale 5, 2009) Primadonna
- I raccomandati (Rai 1, 2011) Concorrente
- L'isola dei famosi 8 (Rai 2, 2011) Concorrente
- L'isola dei famosi 9 (Rai 2, 2012) Opinionista, concorrente
- Live - Non è la D'Urso (Canale 5, 2020) Ospite ricorrente

## Discografia

### Singoli
- 2000 - Star
- 2014 - I Love Rock 'n' Roll
- 2015 - Angels

### Video musicali
- 1999 - Livin' la vida loca di Ricky Martin
- 2014 - I Love Rock 'n' Roll
- 2015 - Angels

## Altre attività
Testimonial
- Mu Make Up Linea di cosmetici
- CR Beauty | Linea creme di bellezza Impossible
- Gjffj Watch
- Mia Sposa
- Calvin Klein
- Intimo Roberta
- Exe Collection
- Maria Grazia Severi
- Star Cup
- Kontatto
- Artlinea Jewels
- Pin-Up Star Collection

Calendari
- Calendario per la rivista Max, foto di Marco Glaviano (2002)
- Calendario per la rivista For Men, foto di Marco Glaviano (2004)
- Calendario per la rivista For Men, foto di Settimio Benedusi (2008)

## Agenzie
- New York Model Management
- 2morrow Model Agency
- L.A. Models